# 圖雷特峰
72°16′S 166°6′E / 72.267°S 166.100°E
圖雷特峰（英語：Turret Peak）是南極洲的山峰，位於維多利亞地，處於克羅斯卡特峰西北面11公里，海拔高度2,790米，屬於米倫山脈的一部分，由新西蘭探險隊命名，現時由南極條約體系管理。